# Годруша-Гамри
Годруша-Гамре (словац. Hodruša-Hámre) — село, громада округу Жарновиця, Банськобистрицький край, центральна Словаччина, регіон Теков. Кадастрова площа громади — 46,15 км². Протікає Годрушський потік.
Населення 2195 осіб (станом на 31 грудня 2017 року).

## Історія
Годруша-Гамре вперше згадується в 1391 році.

## Населення
| Рік:            | 1994. | 2004.   | 2014.   | 2024.   |
| --------------- | ----- | ------- | ------- | ------- |
| Кількість осіб: | 2399  | 2288    | 2212    | 1992    |
| Різниця:        |       | -4,62 % | -3,32 % | -9,94 % |

| Рік:            | 2023. | 2024.   |
| --------------- | ----- | ------- |
| Кількість осіб: | 1996  | 1992    |
| Різниця:        |       | -0,20 % |